# Bossuta Stefan
Bossuta Stefan (?-1028) est le troisième archevêque de Gniezno. Il succède à Hipolit.
Bossuta provient sans doute du vieux nom slave Bożęta. Comme Radzim Gaudenty l’avait fait avant lui, il adopte un nom chrétien (Stefan) lorsqu’il commence une carrière ecclésiastique. Comme son premier nom le suggère, il est d’origine slave. Il est peu probable qu’il soit Polonais. En effet, à cette époque, le peuple des Polanes n’avait pas une personnalité ayant la stature pour occuper une fonction aussi élevée au sein de l’Église.
Après sa mort, il semble qu’il soit resté longtemps sans successeur.